# Giải bóng đá U-21 Quốc gia 2008
Giải bóng đá U-21 Quốc gia 2008, tên gọi chính thức là Giải bóng đá U-21 Quốc gia – Cúp Báo Thanh Niên 2008, là mùa giải thứ 12 của Giải bóng đá Vô địch U-21 Quốc gia do Liên đoàn bóng đá Việt Nam (VFF) phối hợp với báo Thanh Niên tổ chức. Mùa giải lần này diễn ra theo hai giai đoạn, với giai đoạn vòng loại từ ngày 1 tháng 6 đến ngày 22 tháng 6 năm 2008. Vòng chung kết của giải, gồm 8 đội bóng, được tổ chức tại Bình Định từ ngày 4 tháng 9 đến ngày 14 tháng 9 năm 2008.
Ban đầu, giải đấu được dự định tổ chức ở Nghệ An, với Tài chính Dầu khí Sông Lam Nghệ An là đội chủ nhà. Tuy nhiên, sau khi sân vận động Vinh bị VFF cấm tổ chức mọi hoạt động bóng đá đến hết năm 2008, địa điểm thi đấu vòng chung kết được chuyển đến Bình Định. Do đó, Boss Bình Định được đặc cách vào thẳng vòng chung kết thay cho Sông Lam Nghệ An phải thi đấu từ vòng loại.

## Các đội bóng
32 đội bóng đã đăng ký tham dự mùa giải lần này từ vòng loại. Đội đương kim vô địch Khatoco Khánh Hòavà đội chủ nhà của vòng chung kết Boss Bình Định được miễn thi đấu vòng loại. Các đội bóng được sắp xếp sẵn vào các bảng đấu dựa theo khu vực địa lý. Những đội bóng đóng vai trò là chủ nhà của bảng đấu vòng loại được in đậm.
| Vào thẳng vòng chung kết | 1. Boss Bình Định (chủ nhà vòng chung kết) 2. Khatoco Khánh Hòa (đương kim vô địch)                 | 1. Boss Bình Định (chủ nhà vòng chung kết) 2. Khatoco Khánh Hòa (đương kim vô địch)                  | 1. Boss Bình Định (chủ nhà vòng chung kết) 2. Khatoco Khánh Hòa (đương kim vô địch)                                       |
| Tham dự vòng loại        | Bảng A                                                                                              | Bảng B                                                                                               | Bảng C |
| Tham dự vòng loại        | 1. Đạm Phú Mỹ Nam Định 2. Hà Nội ACB 3. Hoà Phát Hà Nội 4. Than Quảng Ninh 5. Thể Công Viettel      | 1. Huda Huế 2. Halida Thanh Hóa 3. Xi măng Hải Phòng 4. Hà Tĩnh 5. Quân khu 4                        | 1. SHB Đà Nẵng 2. Tài chính Dầu khí Sông Lam Nghệ An 3. Lâm Đồng 4. Quân khu 5 5. Phú Yên                                 |
| Tham dự vòng loại        | Bảng D                                                                                              | Bảng E                                                                                               | Bảng F |
| Tham dự vòng loại        | 1. Hoàng Anh Gia Lai 2. Đắk Lắk 3. Thép Miền Nam Cảng Sài Gòn 4. Đồng Nai 5. Tây Ninh 6. Quân khu 7 | 1. Becamex Bình Dương 2. Đồng Tâm Long An 3. Thành phố Hồ Chí Minh 4. Vĩnh Long 5. Đại học Hồng Bàng | 1. An Đô An Giang 2. Khatoco Cà Mau 3. Nguyễn Hoàng Kiên Giang 4. Hancofood Cần Thơ 5. Cao su Đồng Tháp 6. SHS Tiền Giang |

| Rút lui sau khi đăng ký tham dự | Rút lui sau khi đăng ký tham dự                                                                                             |
| ------------------------------- | --- |
| Bảng B                          | - Quảng Nam |
| Bảng C                          | - Quảng Ngãi |
| Bảng E/F                        | - Thành Long (hợp nhất vào Thành phố Hồ Chí Minh) - Trường Năng khiếu Nghiệp vụ TP.HCM (hợp nhất vào Thành phố Hồ Chí Minh) |

## Vòng loại
Vòng loại diễn ra từ ngày 1 đến ngày 22 tháng 6 năm 2008. Các đội trong mỗi bảng thi đấu vòng tròn một lượt tại một địa điểm tập trung. Sáu đội xếp đầu của sáu bảng sẽ giành quyền vào vòng chung kết cùng với đương kim vô địch Khatoco Khánh Hòa và chủ nhà Boss Bình Định.

### Các tiêu chí
Các đội được xếp hạng theo điểm (3 điểm cho 1 trận thắng, 1 điểm cho 1 trận hòa, 0 điểm cho 1 trận thua), và nếu bằng điểm, các tiêu chí sau đây được áp dụng theo thứ tự, để xác định thứ hạng:
1. Điểm trong các trận đối đầu trực tiếp giữa các đội bằng điểm;
2. Hiệu số bàn thắng thua trong các trận đối đầu trực tiếp giữa các đội bằng điểm;
3. Số bàn thắng ghi được trong các trận đối đầu trực tiếp giữa các đội bằng điểm;
4. Nếu có nhiều hơn hai đội bằng điểm, và sau khi áp dụng tất cả các tiêu chí đối đầu ở trên, một nhóm nhỏ các đội vẫn còn bằng điểm nhau, tất cả các tiêu chí đối đầu ở trên được áp dụng lại cho riêng nhóm này;
5. Hiệu số bàn thắng thua trong tất cả các trận đấu bảng;
6. Số bàn thắng ghi được trong tất cả các trận đấu bảng;
7. Bốc thăm.

### Các đội vượt qua vòng loại
| Câu lạc bộ            | Tư cách vượt qua vòng loại | Tham dự vòng chung kết | Thành tích tốt nhất    |
| --------------------- | -------------------------- | ---------------------- | ---------------------- |
| Boss Bình Định        | Chủ nhà                    | 7 lần                  | Vô địch (2005)         |
| Khatoco Khánh Hòa     | Đương kim vô địch          | 3 lần                  | Vô địch (2007)         |
| Đạm Phú Mỹ Nam Định   | Nhất bảng A                | 7 lần                  | Vô địch (2004)         |
| Huda Huế              | Nhất bảng B                | 3 lần                  | Vòng bảng (2001, 2006) |
| SHB Đà Nẵng           | Nhất bảng C                | 10 lần                 | Vô địch (2003)         |
| Đồng Nai              | Nhất bảng D                | Lần đầu                | Lần đầu                |
| Thành phố Hồ Chí Minh | Nhất bảng E                | 4 lần                  | Á quân (1997)          |
| An Đô An Giang        | Nhất bảng F                | 5 lần                  | Hạng ba (2003, 2007)   |

### Kết quả bảng A
| Ngày                | Giờ   | Sân thi đấu               | Vòng loại bảng A    | Vòng loại bảng A | Vòng loại bảng A    |
| Ngày                | Giờ   | Sân thi đấu               | Đội 1               | Tỉ số            | Đội 2               |
| 10 tháng 6 năm 2008 | 14h00 | Sân vận động Thiên Trường | Hoà Phát Hà Nội     | 0-2              | Thể Công Viettel    |
| 10 tháng 6 năm 2008 | 16h00 | Sân vận động Thiên Trường | Hà Nội ACB          | 0-2              | Đạm Phú Mỹ Nam Định |
| 12 tháng 6 năm 2008 | 14h00 | Sân vận động Thiên Trường | Than Quảng Ninh     | 1-1              | Đạm Phú Mỹ Nam Định |
| 12 tháng 6 năm 2008 | 16h00 | Sân vận động Thiên Trường | Hoà Phát Hà Nội     | 1-1              | Hà Nội ACB          |
| 16 tháng 6 năm 2008 | 14h00 | Sân vận động Thiên Trường | Thể Công Viettel    | 0-1              | Hà Nội ACB          |
| 16 tháng 6 năm 2008 | 16h00 | Sân vận động Thiên Trường | Than Quảng Ninh     | 3-2              | Hoà Phát Hà Nội     |
| 18 tháng 6 năm 2008 | 14h00 | Sân vận động Thiên Trường | Đạm Phú Mỹ Nam Định | 2-0              | Hoà Phát Hà Nội     |
| 18 tháng 6 năm 2008 | 16h00 | Sân vận động Thiên Trường | Thể Công Viettel    | 0-2              | Than Quảng Ninh     |
| 20 tháng 6 năm 2008 | 14h00 | Sân vận động Thiên Trường | Hà Nội ACB          | 0-5              | Than Quảng Ninh     |
| 20 tháng 6 năm 2008 | 16h00 | Sân vận động Thiên Trường | Đạm Phú Mỹ Nam Định | 8-1              | Thể Công Viettel    |

Bảng xếp hạng bảng A
| Thư tự | Đội                 | Trận | Thắng | Hòa | Thua | Hiệu số | Điểm |
| 1      | Đạm Phú Mỹ Nam Định | 4    | 3     | 1   | 0    | +11     | 10   |
| 2      | Than Quảng Ninh     | 4    | 3     | 1   | 0    | +8      | 10   |
| 3      | Hà Nội ACB          | 4    | 1     | 1   | 2    | -6      | 4    |
| 4      | Thể Công Viettel    | 4    | 1     | 0   | 3    | -8      | 3    |
| 5      | Hoà Phát Hà Nội     | 4    | 0     | 1   | 3    | -5      | 1    |

### Kết quả bảng D
| Ngày                | Giờ   | Sân thi đấu         | Vòng loại bảng D           | Vòng loại bảng D | Vòng loại bảng D           |
| Ngày                | Giờ   | Sân thi đấu         | Đội 1                      | Tỉ số            | Đội 2                      |
| 5 tháng 6 năm 2008  | 14h00 | Sân vận động Pleiku | Đak Lak                    | 2-3              | Tây Ninh                   |
| 5 tháng 6 năm 2008  | 16h00 | Sân vận động Pleiku | Hoàng Anh Gia Lai          | 1-3              | Đồng Nai                   |
| 6 tháng 6 năm 2008  | 15h00 | Sân vận động Pleiku | Thép Miền Nam-Cảng Sài Gòn | 0-0              | Quân khu 7                 |
| 8 tháng 6 năm 2008  | 14h00 | Sân vận động Pleiku | Đồng Nai                   | 0-1              | Thép Miền Nam-Cảng Sài Gòn |
| 8 tháng 6 năm 2008  | 16h00 | Sân vận động Pleiku | Tây Ninh                   | 1-1              | Hoàng Anh Gia Lai          |
| 9 tháng 6 năm 2008  | 15h00 | Sân vận động Pleiku | Quân khu 7                 | 1-2              | Đak Lak                    |
| 11 tháng 6 năm 2008 | 14h00 | Sân vận động Pleiku | Thép Miền Nam-Cảng Sài Gòn | 1-2              | Đak Lak                    |
| 11 tháng 6 năm 2008 | 16h00 | Sân vận động Pleiku | Tây Ninh                   | 0-2              | Đồng Nai                   |
| 12 tháng 6 năm 2008 | 15h00 | Sân vận động Pleiku | Quân khu 7                 | 0-0              | Hoàng Anh Gia Lai          |
| 14 tháng 6 năm 2008 | 14h00 | Sân vận động Pleiku | Thép Miền Nam-Cảng Sài Gòn | 3-2              | Tây Ninh                   |
| 14 tháng 6 năm 2008 | 16h00 | Sân vận động Pleiku | Đak Lak                    | 1-0              | Hoàng Anh Gia Lai          |
| 15 tháng 6 năm 2008 | 15h00 | Sân vận động Pleiku | Đồng Nai                   | 2-0              | Quân khu 7                 |
| 17 tháng 6 năm 2008 | 15h00 | Sân vận động Pleiku | Đồng Nai                   | 2-0              | Đak Lak                    |
| 18 tháng 6 năm 2008 | 14h00 | Sân vận động Pleiku | Quân khu 7                 | 4-3              | Tây Ninh                   |
| 18 tháng 6 năm 2008 | 16h00 | Sân vận động Pleiku | Thép Miền Nam-Cảng Sài Gòn | 0-2              | Hoàng Anh Gia Lai          |

Bảng xếp hạng bảng D
| Thư tự | Đội                        | Trận | Thắng | Hòa | Thua | Hiệu số | Điểm |
| 1      | Đồng Nai                   | 5    | 4     | 0   | 1    | +7      | 12   |
| 2      | Đak Lak                    | 5    | 3     | 0   | 2    | +0      | 9    |
| 3      | Thép Miền Nam-Cảng Sài Gòn | 5    | 2     | 1   | 2    | -1      | 7    |
| 4      | Hoàng Anh Gia Lai          | 5    | 1     | 2   | 2    | -1      | 5    |
| 5      | Quân khu 7                 | 5    | 1     | 2   | 2    | -2      | 5    |
| 6      | Tây Ninh                   | 5    | 1     | 1   | 3    | -3      | 4    |

### Kết quả bảng E
| Ngày                | Giờ   | Sân thi đấu         | Vòng loại bảng E      | Vòng loại bảng E | Vòng loại bảng E      |
| Ngày                | Giờ   | Sân thi đấu         | Đội 1                 | Tỉ số            | Đội 2                 |
| 10 tháng 6 năm 2008 | 14h00 | Sân vận động Gò Đậu | Thành phố Hồ Chí Minh | 3-1              | Đại Học Hồng Bàng     |
| 10 tháng 6 năm 2008 | 16h00 | Sân vận động Gò Đậu | Đồng Tâm Long An      | 1-2              | Becamex Bình Dương    |
| 12 tháng 6 năm 2008 | 14h00 | Sân vận động Gò Đậu | Vĩnh Long             | 3-0              | Becamex Bình Dương    |
| 12 tháng 6 năm 2008 | 16h00 | Sân vận động Gò Đậu | Thành phố Hồ Chí Minh | 6-1              | Đồng Tâm Long An      |
| 16 tháng 6 năm 2008 | 14h00 | Sân vận động Gò Đậu | Đại Học Hồng Bàng     | 0-1              | Đồng Tâm Long An      |
| 16 tháng 6 năm 2008 | 16h00 | Sân vận động Gò Đậu | Vĩnh Long             | 0-1              | Thành phố Hồ Chí Minh |
| 18 tháng 6 năm 2008 | 14h00 | Sân vận động Gò Đậu | Becamex Bình Dương    | 1-2              | Thành phố Hồ Chí Minh |
| 18 tháng 6 năm 2008 | 16h00 | Sân vận động Gò Đậu | Đại Học Hồng Bàng     | 0-1              | Vĩnh Long             |
| 20 tháng 6 năm 2008 | 14h00 | Sân vận động Gò Đậu | Đồng Tâm Long An      | 1-0              | Vĩnh Long             |
| 20 tháng 6 năm 2008 | 16h00 | Sân vận động Gò Đậu | Becamex Bình Dương    | 8-0              | Đại Học Hồng Bàng     |

Bảng xếp hạng bảng E
| Thư tự | Đội                   | Trận | Thắng | Hòa | Thua | Hiệu số | Điểm |
| 1      | Thành phố Hồ Chí Minh | 4    | 4     | 0   | 0    | +9      | 12   |
| 2      | Becamex Bình Dương    | 4    | 2     | 0   | 2    | +5      | 6    |
| 3      | Vĩnh Long             | 4    | 2     | 0   | 2    | +2      | 6    |
| 4      | Đồng Tâm Long An      | 4    | 2     | 0   | 2    | -4      | 6    |
| 5      | Đại Học Hồng Bàng     | 4    | 0     | 0   | 4    | -12     | 0    |

### Kết quả bảng F
| Ngày                | Giờ   | Sân thi đấu           | Vòng loại bảng F        | Vòng loại bảng F | Vòng loại bảng F  |
| Ngày                | Giờ   | Sân thi đấu           | Đội 1                   | Tỉ số            | Đội 2             |
| 7 tháng 6 năm 2008  | 14h00 | Sân vận động Cao Lãnh | Nguyễn Hoàng Kiên Giang | 0-5              | Hancofood Cần Thơ |
| 7 tháng 6 năm 2008  | 16h00 | Sân vận động Cao Lãnh | Cao Su Đồng Tháp        | 0-1              | An Đô An Giang    |
| 8 tháng 6 năm 2008  | 15h00 | Sân vận động Cao Lãnh | SHS Tiền Giang          | 1-2              | Khatoco Cà Mau    |
| 9 tháng 6 năm 2008  | 15h00 | Sân vận động Cao Lãnh | Nguyễn Hoàng Kiên Giang | 2-4              | An Đô An Giang    |
| 10 tháng 6 năm 2008 | 14h00 | Sân vận động Cao Lãnh | Hancofood Cần Thơ       | 1-1              | Khatoco Cà Mau    |
| 10 tháng 6 năm 2008 | 16h00 | Sân vận động Cao Lãnh | Cao Su Đồng Tháp        | 1-2              | SHS Tiền Giang    |
| 12 tháng 6 năm 2008 | 14h00 | Sân vận động Cao Lãnh | Nguyễn Hoàng Kiên Giang | 0-2              | Khatoco Cà Mau    |
| 12 tháng 6 năm 2008 | 16h00 | Sân vận động Cao Lãnh | An Đô An Giang          | 0-0              | SHS Tiền Giang    |
| 13 tháng 6 năm 2008 | 15h00 | Sân vận động Cao Lãnh | Hancofood Cần Thơ       | 1-3              | Cao Su Đồng Tháp  |
| 16 tháng 6 năm 2008 | 15h00 | Sân vận động Cao Lãnh | Nguyễn Hoàng Kiên Giang | 0-3              | SHS Tiền Giang    |
| 17 tháng 6 năm 2008 | 14h00 | Sân vận động Cao Lãnh | Khatoco Cà Mau          | 1-3              | Cao Su Đồng Tháp  |
| 17 tháng 6 năm 2008 | 16h00 | Sân vận động Cao Lãnh | An Đô An Giang          | 1-0              | Hancofood Cần Thơ |
| 19 tháng 6 năm 2008 | 14h00 | Sân vận động Cao Lãnh | Nguyễn Hoàng Kiên Giang | 0-3              | Cao Su Đồng Tháp  |
| 19 tháng 6 năm 2008 | 16h00 | Sân vận động Cao Lãnh | SHS Tiền Giang          | 0-0              | Hancofood Cần Thơ |
| 20 tháng 6 năm 2008 | 15h00 | Sân vận động Cao Lãnh | Khatoco Cà Mau          | 1-3              | An Đô An Giang    |

Bảng xếp hạng bảng F
| Thư tự | Đội                     | Trận | Thắng | Hòa | Thua | Hiệu số | Điểm |
| 1      | An Đô An Giang          | 5    | 4     | 1   | 0    | +6      | 13   |
| 2      | Cao Su Đồng Tháp        | 5    | 3     | 0   | 2    | +5      | 9    |
| 3      | SHS Tiền Giang          | 5    | 2     | 2   | 1    | +3      | 8    |
| 4      | Khatoco Cà Mau          | 5    | 2     | 1   | 2    | -1      | 7    |
| 5      | Hancofood Cần Thơ       | 5    | 1     | 2   | 2    | +2      | 5    |
| 6      | Nguyễn Hoàng Kiên Giang | 5    | 0     | 0   | 5    | -15     | 0    |

## Địa điểm
Các trận đấu của vòng chung kết diễn ra tại sân vận động Quy Nhơn và sân vận động Tỉnh Đội, tỉnh Bình Định.
| Bình Định             | Bình Định             |
| --------------------- | --------------------- |
| Sân vận động Quy Nhơn | Sân vận động Tỉnh Đội |
| Sức chứa: 20.000      | Sức chứa: CXĐ         |
|                       |                       |

## Đội hình
Các cầu thủ từ 16 đến 21 tuổi (sinh từ ngày 1 tháng 1 năm 1987 đến ngày 31 tháng 12 năm 1992) có đủ điều kiện để tham dự giải đấu. Mỗi đội bóng phải đăng ký một danh sách gồm tối đa 25 cầu thủ, trong đó có tối đa ba cầu thủ 22 tuổi (Quy định mục 4.2, 4.3 và 5.1).

## Vòng bảng
Tám đội tham dự được chia thành hai bảng, thi đấu vòng tròn một lượt để chọn ra hai đội đứng đầu mỗi bảng vào bán kết. 

### Bảng A
| VT | Đội                | ST | T | H | B | BT | BB | HS | Đ | Giành quyền tham dự     |
| -- | ------------------ | -- | - | - | - | -- | -- | -- | - | ----------------------- |
| 1  | SHB Đà Nẵng        | 3  | 1 | 2 | 0 | 4  | 1  | +3 | 5 | Vòng đấu loại trực tiếp |
| 2  | An Đô An Giang     | 3  | 1 | 2 | 0 | 3  | 1  | +2 | 5 | Vòng đấu loại trực tiếp |
| 3  | Boss Bình Định (H) | 3  | 1 | 0 | 2 | 3  | 6  | −3 | 3 |                         |
| 4  | Đồng Nai           | 3  | 0 | 2 | 1 | 1  | 3  | −2 | 2 |                         |

| Boss Bình Định | 0–2      | An Đô An Giang             |
| -------------- | -------- | -------------------------- |
| Đình Hiệp 90'  | Chi tiết | Hải Đăng 40' · Văn Mộc 53' |

| SHB Đà Nẵng | 0–0      | Đồng Nai |
| ----------- | -------- | -------- |
|             | Chi tiết |          |

| SHB Đà Nẵng                                       | 4–1      | Boss Bình Định                     |
| ------------------------------------------------- | -------- | ---------------------------------- |
| - Hùng Sơn 18' - Phúc Hiệp 39', 42' - Văn Mẹo 76' | Chi tiết | - Thanh Sang 43' - Ngọc Nguyên 39' |

| Đồng Nai    | 1–1      | An Đô An Giang |
| ----------- | -------- | -------------- |
| Hữu Phát 7' | Chi tiết | Văn Mộc 76'    |

| Boss Bình Định                   | 2–0      | Đồng Nai |
| -------------------------------- | -------- | -------- |
| - Thanh Sang 49' - Tăng Tuấn 84' | Chi tiết |          |

| An Đô An Giang | 0–0      | SHB Đà Nẵng |
| -------------- | -------- | ----------- |
|                | Chi tiết |             |

### Bảng B
| VT | Đội                   | ST | T | H | B | BT | BB | HS | Đ | Giành quyền tham dự     |
| -- | --------------------- | -- | - | - | - | -- | -- | -- | - | ----------------------- |
| 1  | Thành phố Hồ Chí Minh | 3  | 2 | 1 | 0 | 7  | 3  | +4 | 7 | Vòng đấu loại trực tiếp |
| 2  | Khatoco Khánh Hòa     | 3  | 1 | 2 | 0 | 4  | 2  | +2 | 5 | Vòng đấu loại trực tiếp |
| 3  | Huda Huế              | 3  | 0 | 2 | 1 | 2  | 4  | −2 | 2 |                         |
| 4  | Đạm Phú Mỹ Nam Định   | 3  | 0 | 1 | 2 | 1  | 5  | −4 | 1 |                         |

| Khatoco Khánh Hòa | 1–1      | Huda Huế          |
| ----------------- | -------- | ----------------- |
| Đình Tùng 63'     | Chi tiết | Trọng Trung 90+2' |

| Thành phố Hồ Chí Minh     | 3–1      | Đạm Phú Mỹ Nam Định |
| ------------------------- | -------- | ------------------- |
| - Đức Thiện - Đức Tài 46' | Chi tiết | Danh Ngọc           |

| Thành phố Hồ Chí Minh | 1–1      | Khatoco Khánh Hòa |
| --------------------- | -------- | ----------------- |
| Đức Tài 56'           | Chi tiết | Đình Tùng 50'     |

| Đạm Phú Mỹ Nam Định | 0–0 | Huda Huế |
| ------------------- | --- | -------- |
|                     |     |          |

| Huda Huế       | 1–3      | Thành phố Hồ Chí Minh                                  |
| -------------- | -------- | ------------------------------------------------------ |
| - Anh Việt H2' | Chi tiết | - Kiên Trung H1' - Đức Thiện H1' - Đức Tài 75' (ph.đ.) |

| Khatoco Khánh Hòa               | 2–0      | Đạm Phú Mỹ Nam Định |
| ------------------------------- | -------- | ------------------- |
| - Quốc Anh 19' - Quốc Phong 30' | Chi tiết | Nhật Nam 71'        |

## Vòng đấu loại trực tiếp
Trong vòng đấu loại trực tiếp, loạt sút luân lưu sẽ được sử dụng để quyết định đội thắng nếu hòa sau 90 phút chính thức (không có hiệp phụ).

### Bán kết
| SHB Đà Nẵng                    | 2–1      | Khatoco Khánh Hòa |
| ------------------------------ | -------- | ----------------- |
| - Văn Mẹo 8' - Phúc Hiệp 90+3' | Chi tiết | Đình Tùng 16'     |

| Thành phố Hồ Chí Minh | 1–1      | An Đô An Giang |
| --------------------- | -------- | -------------- |
| Đức Thiện 8'          | Chi tiết | Duy Phương 21' |
| Loạt sút luân lưu     |          |                |
|                       | 4–1      |                |

### Chung kết
| SHB Đà Nẵng     | 1–0      | Thành phố Hồ Chí Minh |
| --------------- | -------- | --------------------- |
| - Phúc Hiệp 48' | Chi tiết |                       |

## Thống kê

### Vô địch
| Vô địch Giải bóng đá U-21 Quốc gia 2008 |
| --------------------------------------- |
| SHB Đà Nẵng Lần thứ 2                   |

### Các giải thưởng
Các giải thưởng dưới đây đã được trao sau khi giải đấu kết thúc:
| Vua phá lưới                             | Cầu thủ xuất sắc nhất         | Thủ môn xuất sắc nhất           | Giải phong cách |
| ---------------------------------------- | ----------------------------- | ------------------------------- | --------------- |
| Nguyễn Đức Thiện (Thành phố Hồ Chí Minh) | Huỳnh Phúc Hiệp (SHB Đà Nẵng) | Lê Văn Hưng (Khatoco Khánh Hoà) | SHB Đà Nẵng     |

### Đội hình tiêu biểu
Đội hình tiêu biểu của giải đấu, do ban tổ chức bình chọn, là đội hình gồm những cầu thủ thi đấu ấn tượng nhất tại các vị trí được chọn lựa trong giải đấu.
| Cầu thủ                         | Cầu thủ | Cầu thủ                 | Cầu thủ | Cầu thủ | Cầu thủ  | Cầu thủ                                  |
| Thủ môn                         | Hậu vệ  | Hậu vệ                  | Tiền vệ | Tiền vệ | Tiền đạo | Tiền đạo                                 |
| ------------------------------- | ------- | ----------------------- | ------- | ------- | -------- | ---------------------------------------- |
| Lê Văn Hưng (Khatoco Khánh Hoà) | LB      |                         | LM      |         | CF       | Huỳnh Phúc Hiệp (SHB Đà Nẵng)            |
| Lê Văn Hưng (Khatoco Khánh Hoà) | CB      | Cao Cường (SHB Đà Nẵng) | CM      |         | CF       | Nguyễn Đức Thiện (Thành phố Hồ Chí Minh) |
| Lê Văn Hưng (Khatoco Khánh Hoà) | CB      |                         | CM      |         | CF       | Nguyễn Đức Thiện (Thành phố Hồ Chí Minh) |
| Lê Văn Hưng (Khatoco Khánh Hoà) | RB      |                         | RM      |         | CF       | Hoàng Đình Tùng (Khatoco Khánh Hòa)      |

### Cầu thủ ghi bàn
Đã có 31 bàn thắng ghi được trong 15 trận đấu, trung bình 2.07 bàn thắng mỗi trận đấu.